# 호세 후안 바스케스
호세 후안 바스케스 고메스(스페인어: José Juan Vázquez Gómez xoˈse ˈxwam ˈbaskes[*], 1988년 3월 14일, 과나후아토주 셀라야 ~)는 멕시코의 축구 선수로, 현재 리가 MX의 클루브 티후아나에서 주로 수비형 미드필더로 활약하고 있다.
바스케스는 흔히 그의 모히칸 헤어스타일로 얻은 별칭인 "수탉" (스페인어: El Gallo)으로 알려져 있다.

## 클럽 경력

### 셀라야
호세 후안 바스케스는 19세에 멕시코의 3부 리그와 4부 리그 클럽인 아틀레티코 산 프란시스코나 아틀레티코 콤포르트, 그리고 쿠에르보스 네그로스 데 사포틀라네호, 아메리카 만사니요와 같은 클럽을 전전하며 프로 축구를 시작하였고, 이후 3부 리그에 속한 고향 클럽인 셀라야에 입단하였다.
셀라야 시절, 그는 2011년 클라우수라 대회에 아센소 MX (2부 리그) 승격을 달성한 스쿼드의 주역들 중 한명이었다. 2011년 7월 29일, 레오네스 네그로스와의 경기에서 2부 리그 첫 출전을 하였고, 이 경기에서 90분의 경기 전체를 뛴 그는 잔여 시즌 동안 논란의 여지 없는 선발 선수가 되었다. 바스케스는 셀라야의 승격 달성 1년 이후인 2012년 클라우수라를 앞두고 레온으로 임대되었다.

### 레온
2011년 12월 12일, 바스케스는 아직 아센소 MX에 속해 있던 레온에 임대로 이적하였다. 첫 시즌에, 그는 교체 투입된 한 경기를 제외하고 매 경기를 선발로 시작하였다. 클라우수라 대회에서, 레온은 리그 결승에서 승리하였고, 코레카미노스와의 승격 결승 출전 자격을 획득하였고, 여기서도 6-2로 승리한 레온은 1부 리그 승격이 확정되었다. 바스케스는 2012년 5월에 레온으로 영구 이적하였다.
2013년 12월 15일, 레온은 에스타디오 아스테카에서 열린 아메리카와의 아페르투라 결승에서 승리하며 승격 이래 첫 우승 타이틀이자 클럽 역사상 통상 6번째 우승을 달성하였다. 다음 대회에서, 바슼메스는 2014년 5월 14일에 파추카를 결승에서 꺾고 2연패를 달성하였는데, 이 에스타디오 이달고에서 열린 경기에서 90분을 다 뛰었다.

## 국가대표팀 경력
바스케스는 2014년 1월 23일에 미겔 에레라에 의해 미국에서 열릴 대한민국과의 2014년 FIFA 월드컵 대비 친선경기를 위해 멕시코 축구 국가대표팀에 처음으로 소환되었다. 그는 선발로 출전하여 55분을 소화하고 헤수스 사발라와 교체되어 나갔다. 멕시코는 이 경기에서 4-0 승리를 거두었다.

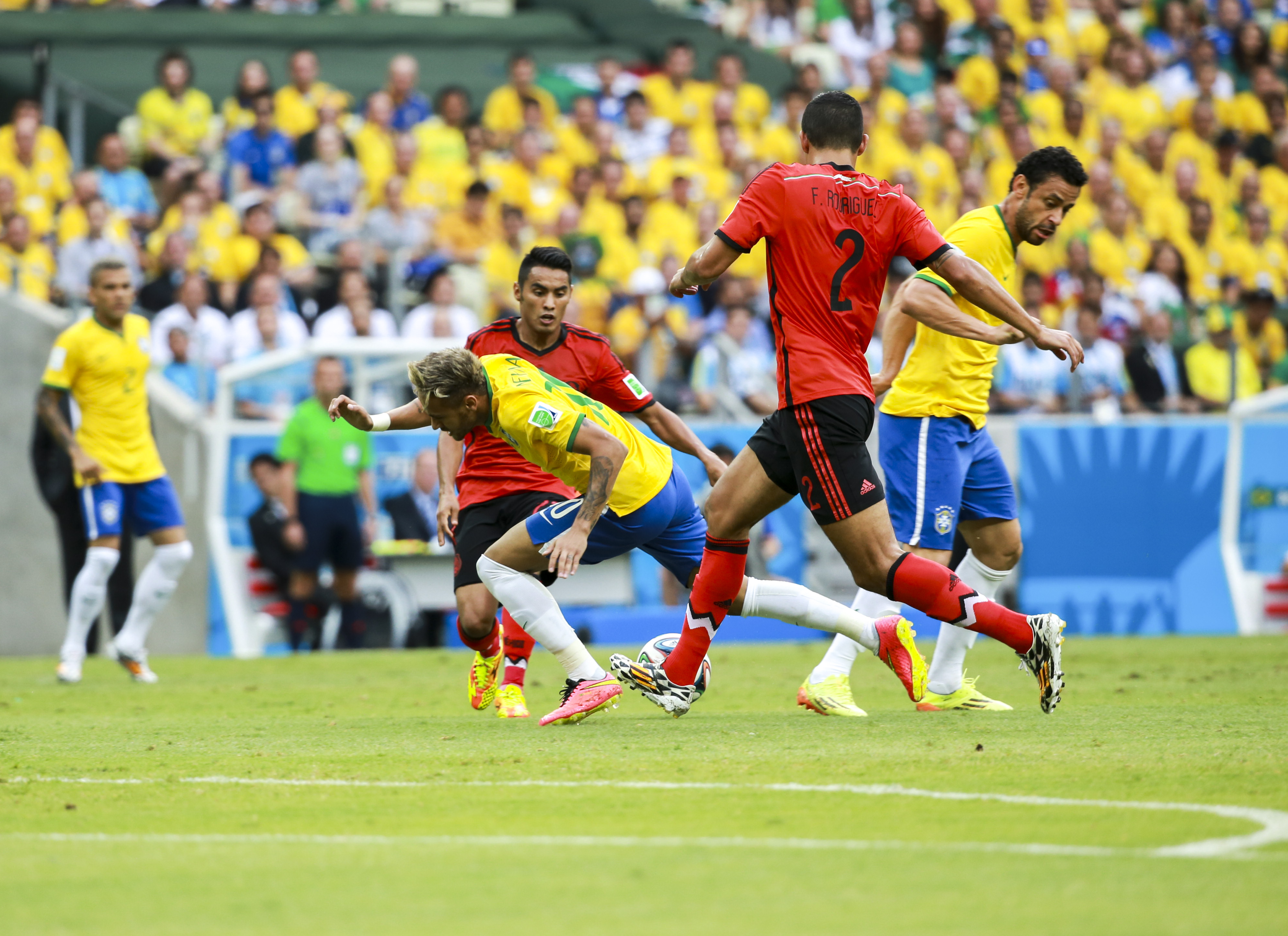
2014년 FIFA 월드컵에서 브라질을 상대하는 바스케스 (왼쪽의 적색 유니폼을 입은 선수)

국가대표팀 경기에 몇 차례 출전한 바스케스는 미겔 에레라에 의해 5월 8일에 브라질로 갈 2014년 FIFA 월드컵의 최종 23인 중 한명으로 불렸다. 5월 13일, 그는 아레나 다스 두나스에서 열린 카메룬과의 7월 13일 경기에서 월드컵 첫 출전을 하였다. 바스케스는 첫 경기에서 61번의 패스를 성공시켰으며, 3번 공을 가로챘다.<. 그는 이어지는 홈팀 브라질과의 2차전 경기에서도 선발로 출전하였고, 경기는 득점 없이 무승부로 종료되었다. 두 경기를 통틀어, 바스케스는 95.2%의 패스를 성공시켰다. 바스케스는 크로아티아와의 조별 리그 최종전에서도 출전하였으나, 두 번째 경고를 받아 네덜란드와의 다음 경기에 출전하지 못하였다.

## 경력 통계

### 클럽
2014년 6월 19일
| 클럽            | 클럽      | 클럽                      | 리그 | 리그 | 컵      | 컵      | 대륙       | 대륙       | 합계 | 합계 |
| 시즌            | 클럽      | 리그                      | 출장 | 골   | 출장    | 골      | 출장       | 골         | 출장 | 골   |
| 멕시코          | 멕시코    | 멕시코                    | 리그 | 리그 | 코파 MX | 코파 MX | 북아메리카 | 북아메리카 | 합계 | 합계 |
| --------------- | --------- | ------------------------- | ---- | ---- | ------- | ------- | ---------- | ---------- | ---- | ---- |
| 아페르투라 2009 | 셀라야    | 세군다 디비시온 데 메히코 | 8    | 2    | -       | -       | -          | -          | 8    | 2    |
| 클라우수라 2010 | 셀라야    | 세군다 디비시온 데 메히코 | 8    | 1    | -       | -       | -          | -          | 8    | 1    |
| 아페르투라 2010 | 셀라야    | 세군다 디비시온 데 메히코 | 12   | 1    | -       | -       | -          | -          | 12   | 1    |
| 클라우수라 2011 | 셀라야    | 세군다 디비시온 데 메히코 | 11   | 0    | -       | -       | -          | -          | 11   | 0    |
| 아페르투라 2011 | 셀라야    | 아센소 MX                 | 14   | 0    | -       | -       | -          | -          | 14   | 0    |
| 클라우수라 2012 | 레온      | 아센소 MX                 | 20   | 2    | -       | -       | -          | -          | 20   | 2    |
| 아페르투라 2012 | 레온      | 리가 MX                   | 20   | 1    | 3       | 1       | -          | -          | 23   | 2    |
| 클라우수라 2013 | 레온      | 리가 MX                   | 16   | 0    | -       | -       | 1          | 0          | 17   | 0    |
| 아페르투라 2013 | 레온      | 리가 MX                   | 23   | 2    | 1       | 0       | -          | -          | 24   | 2    |
| 클라우수라 2014 | 레온      | 리가 MX                   | 20   | 0    | -       | -       | -          | -          | 20   | 0    |
| 합계            | 멕시코    | 멕시코                    | 152  | 9    | 4       | 1       | 1          | 0          | 157  | 10   |
| 합계            | 경력 합계 | 경력 합계                 | 152  | 9    | 4       | 1       | 1          | 0          | 157  | 10   |

### 국가대표팀
2019년 3월 26일
| 멕시코 국가대표팀 | 멕시코 국가대표팀 | 멕시코 국가대표팀 |
| 연도              | 출장              | 골                |
| ----------------- | ----------------- | ----------------- |
| 2014              | 10                | 0                 |
| 2015              | 8                 | 0                 |
| 2019              | 1                 | 0                 |
| 합계              | 19                | 0                 |

## 수상
셀라야
- 세군다 디비시온 데 메히코 (1): 토르네오 이데펜덴시아 2010

레온
- 아센소 MX (1): 클라우수라 2012
- 리가 MX (2): 아페르투라 2013, 클라우수라 2014